# Coppa CERS 2003-2004
La Coppa CERS 2003-2004 è stata la 24ª edizione dell'omonima competizione europea di hockey su pista riservata alle squadre di club. Il torneo ha avuto inizio il 6 dicembre 2003 e si è concluso il 1º maggio 2004. 
Il titolo è stato conquistato dagli spagnoli del Reus Deportiu per la seconda volta nella loro storia sconfiggendo in finale gli italiani del Bassano 54. 
In quanto squadra vincitrice, il Reus Deportiu ha ottenuto anche il diritto di partecipare alla Coppa Continentale.

## Squadre partecipanti
| Nazione    | Club            | Città                    | Qualificazione                                                   |
| ---------- | --------------- | ------------------------ | ---------------------------------------------------------------- |
| Francia    | Gazinet-Cestas  | Cestas                   | 5º in Nationale 1 2002-2003                                      |
| Francia    | Quévert         | Quévert                  | 4º in Nationale 1 2002-2003                                      |
| Francia    | SCRA Saint-Omer | Saint-Omer               | Eliminato agli ottavi di finale della Champions League 2002-2003 |
| Francia    | Saint-Brieuc    | Saint-Brieuc             | 6º in Nationale 1 2002-2003                                      |
| Germania   | Iserlohn        | Iserlohn                 | 3º in Rollhockey-Bundesliga 2002-2003, semifinale dei play-off   |
| Germania   | Walsum          | Duisburg                 | 2º in Rollhockey-Bundesliga 2002-2003, finale dei play-off       |
| Italia     | Bassano 54      | Bassano del Grappa       | Eliminato agli ottavi di finale della Champions League 2003-2004 |
| Italia     | Follonica       | Follonica                | 5º in Serie A1 2002-2003, semifinale dei play-off                |
| Italia     | Gorizia         | Gorizia                  | 4º in Serie A1 2002-2003, quarti di finale dei play-off          |
| Italia     | Novara          | Novara                   | 6º in Serie A1 2002-2003, quarti di finale dei play-off          |
| Portogallo | Gulpilhares     | Vila Nova de Gaia        | 4º in 1ª Divisão 2002-2003                                       |
| Portogallo | Portosantese    | Porto Santo              | 5º in 1ª Divisão 2002-2003                                       |
| Spagna     | Blanes          | Blanes                   | 4º in OK Liga 2002-2003                                          |
| Spagna     | Igualada        | Igualada                 | 3º in OK Liga 2002-2003                                          |
| Spagna     | Reus Deportiu   | Reus                     | Detentore Coppa CERS e 6º in OK Liga 2002-2003                   |
| Spagna     | Voltregà        | Sant Hipòlit de Voltregà | 8º in OK Liga 2002-2003                                          |
| Svizzera   | Ginevra         | Ginevra                  | Eliminato agli ottavi di finale della Champions League 2003-2004 |
| Svizzera   | Uttigen         | Uttigen                  | Eliminato agli ottavi di finale della Champions League 2003-2004 |
| Svizzera   | Thunerstern     | Thun                     | 4º in Lega Nazionale A 2002-2003                                 |

## Risultati

### Primo turno
| Squadra 1    | Totale | Squadra 2    | Andata | Ritorno |
| ------------ | ------ | ------------ | ------ | ------- |
| Blanes       | 6 - 4  | Novara       | 3 - 1  | 3 - 3   |
| Iserlohn     | 1 - 10 | Portosantese | 1 - 4  | 0 - 6   |
| Saint-Brieuc | 1 - 13 | Igualada     | 1 - 7  | 0 - 6   |

### Ottavi di finale
| Squadra 1      | Totale | Squadra 2       | Andata | Ritorno |
| -------------- | ------ | --------------- | ------ | ------- |
| Bassano 54     | 11 - 3 | Gorizia         | 7 – 2  | 4 – 1   |
| Blanes         | 6 - 2  | SCRA Saint-Omer | 5 - 1  | 1 - 1   |
| Follonica      | 4 - 13 | Igualada        | 1 - 6  | 3 - 7   |
| Gazinet-Cestas | 4 - 21 | Ginevra         | 2 - 9  | 2 - 12  |
| Portosantese   | 4 - 10 | Voltregà        | 3 - 2  | 1 - 8   |
| Quévert        | 9 - 2  | Thunerstern     | 6 - 1  | 3 - 1   |
| Uttigen        | 4 - 13 | Reus Deportiu   | 2 - 4  | 2 - 9   |
| Walsum         | 2 - 9  | Gulpilhares     | 1 – 4  | 1 – 5   |

### Quarti di finale
| Squadra 1  | Totale | Squadra 2     | Andata | Ritorno |
| ---------- | ------ | ------------- | ------ | ------- |
| Bassano 54 | 8 - 2  | Gulpilhares   | 7 – 2  | 1 – 0   |
| Blanes     | 3 - 7  | Reus Deportiu | 1 – 2  | 2 – 5   |
| Igualada   | 19 - 7 | Ginevra       | 7 – 3  | 12 – 4  |
| Quévert    | 4 - 6  | Voltregà      | 3 - 4  | 1 - 2   |

### Semifinali
| Squadra 1  | Totale | Squadra 2     | Andata | Ritorno |
| ---------- | ------ | ------------- | ------ | ------- |
| Bassano 54 | 6 - 4  | Voltregà      | 4 – 3  | 2 – 1   |
| Igualada   | 3 - 4  | Reus Deportiu | 2 – 1  | 1 – 3   |

### Finale
| Squadra 1     | Totale | Squadra 2  | Andata | Ritorno |
| ------------- | ------ | ---------- | ------ | ------- |
| Reus Deportiu | 4 - 1  | Bassano 54 | 4 – 0  | 0 – 1   |